# Mr. Hobbs macht Ferien
Mr. Hobbs macht Ferien ist eine Filmkomödie unter Regie von Henry Koster, basierend auf dem Roman Vaters Ferien (Originaltitel: Mr. Hobbs Takes a Vacation) von Edward Streeter. Premierendatum war in Westdeutschland im Juni 1962 bei den Internationalen Filmfestspielen Berlin.

## Handlung
Mr. Roger Hobbs, ein schwer arbeitender Bankvorstand und Familienvater, plant für sich und seine Frau Peggy eine Weltreise. Doch diese macht ihm einen Strich durch die Rechnung: sie möchte mit der ganzen Familie, vier Kinder mit drei Enkelkindern, den Urlaub in einem Ferienhaus an der kalifornischen Küste verbringen. Dieses erweist sich beim Eintreffen als Bruchbude.
Mr. Hobbs ist anfänglich am kritischsten, vor allem der Zustand des Hauses und das Verhalten seiner Kinder und Enkelkinder empören ihn. Aber auch die restlichen Anwesenden sind schnell gereizt oder verhalten sich unangemessen: die Kinder weigern sich, das Haus zu verlassen, die mitgenommene Haushälterin Brenda ist entsetzt und flüchtet nach kurzer Zeit, sein Schwiegersohn Stan gerät mit seiner Tochter Susan im Streit über seine Arbeitslosigkeit aneinander und reist ebenfalls ab, sein zweiter Schwiegersohn Byron verbringt zunehmend Zeit mit einer hübschen Blondine namens Marika und seine Frau Peggy trifft sich zum Abendessen mit dem Vermieter Reggie McHugh, was sie ihm hingegen erst am Tag danach erzählt.
Zunehmend wird Mr. Hobbs jedoch das optimistischste Familienmitglied und versucht, zwischen allen zu vermitteln, was ihm auch gelingt. So bezahlt er an einem Tanzabend einige Jungen, um mit seiner Tochter Katey zu tanzen, die aufgrund ihrer neuen Zahnspange sehr schüchtern ist. Doch Joe, einer der Jungen, sucht Mr. Hobbs später auf und gibt ihm das Geld zurück, weil ihm Katey gefällt. Fortan verbringen Joe und Katey Zeit miteinander.
Auch mit seinem fernsehsüchtigen Sohn Danny schafft es Mr. Hobbs, eine Bootstour zu unternehmen, bei der die beiden ihr distanziertes Verhältnis überwinden und sich wieder annähern. Dabei verliert er im Nebel die Orientierung und gelangt nur mit Glück wieder zum Hafen zurück. Danny lädt seinen Vater ein, mit ihm fernzusehen; dies bedeutet eine hohe Auszeichnung.
Unerwarteterweise meldet sich Stan telefonisch und bittet Mr. Hobbs um einen Gefallen: nach einem Vorstellungsgespräch für einen gut bezahlten und sicheren Beruf bei einer staatlichen Einrichtung möchte der Vorgesetzte Mr. Turner mit seiner Frau zunächst noch Stans Familie kennen lernen, bevor er ihm eine Jobzusage gibt. Mr. und Mrs. Turner reisen kurz darauf an, erweisen sich aber als dreist und anstrengend. Nach einer sehr langen und ermüdenden Vogelbeobachtung schafft Mr. Hobbs jedoch, Mr. Turners Gunst zu erlangen. Als Mr. Hobbs der duschenden Mrs. Turner im Badezimmer zu Hilfe eilt, da ein Rohr geplatzt ist, befindet er sich aufgrund eines defekten Türknaufs eingesperrt. Der stark alkoholisierte Mr. Turner, der die Situation missversteht und glaubt, Mr. Hobbs sei ein Spanner, will ihm einen Fausthieb verpassen, trifft stattdessen aber seine Frau. Daraufhin reisen Mr. und Mrs. Turner ab, ohne sich mit Mr. Hobbs auszusprechen.
Trotz der vielen Überraschungen und der mangelnden Erholung ist Mr. Hobbs schließlich zufrieden mit seinem Urlaub. Er verrät außerdem, dass er die Annäherungsversuche von Marika gegenüber seinem Schwiegersohn Byron und jene des Vermieters gegenüber seiner Frau mit einer Lüge über die angebliche Schizophrenie Marikas bzw. einer Bedrohung des Vermieters unterbunden hat.
Die Familie fährt rundum glücklich zurück nach Hause. Dort begrüßt sie Stan, der von Mr. Turner eine Jobzusage erhalten hat. Dies wird ausgiebig gefeiert. In der Schlussszene erzählt Mr. Hobbs seiner Sekretärin, dass er das Haus am Strand für einen erneuten Sommerurlaub mit seiner Familie im kommenden Jahr gebucht hat.

## Kritiken
- Lexikon des internationalen Films: Die „Freuden“ eines geplagten Familienvaters, der mit seinen Lieben in einer alten Bruchbude an der Meeresküste Ferien macht. Trotz des vorhersehbaren Handlungsverlaufs eine reizvolle, flott inszenierte Komödie.[1]

- Adolf Heinzlmeier und Berndt Schulz in Lexikon „Filme im Fernsehen“ (Erweiterte Neuausgabe). Rasch und Röhring, Hamburg 1990, ISBN 3-89136-392-3, S. 570: „Netter Unterhaltungsfilm (…) Gut besetzt, rollensicher, amüsant.“ (Wertung: 2 Sterne = durchschnittlich)

## Auszeichnungen
Der Film war schon in Amerika recht erfolgreich und spielte in der Zeit nach seiner Veröffentlichung am 15. Juni 1962 insgesamt vier Millionen Dollar ein, bei geschätzten Produktionskosten von lediglich zwei Millionen Dollar. Noch größer war der Erfolg in Übersee. James Stewart gewann den Silbernen Bären als bester Schauspieler bei den 12. Internationalen Filmfestspielen in Berlin für seine Leistung und Regisseur Henry Koster wurde für die beste Regie nominiert. Stewart wurde außerdem für einen Golden Globe nominiert als Bester Hauptdarsteller in einer Komödie.
Der Erfolg des Films inspirierte zu einer Reihe von heiteren Familien-Komödien mit James Stewart wie etwa In Liebe eine 1 (1963) und Geliebte Brigitte (1965), wieder unter der Regie von Henry Koster.

## Soundtrack
- Henry Mancini, Johnny Mercer: Mr. Hobbs Takes a Vacation.  Original Motion Picture Soundtrack. Intrada, Oakland 2003, Tonträger-Nr. Intrada Special Collection #11 – digital überarbeitete Originalaufnahme der Filmmusik